# Codificador

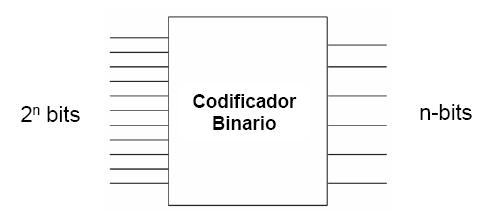
Diagrama de blocos de um codificador geral

No contexto da informática, um codificador (também conhecido pelo termo inglês "encoder") é um software utilizado para codificar determinados arquivos/ficheiros (normalmente músicas ou vídeos) visando obter uma padronização e uma melhor qualidade e/ou menor tamanho para armazenamento.

## Principais padrões
- MP3
- MPEG-2 (Padrão dos aparelhos reprodutores de DVD)
- MPEG-4
- Ogg Vorbis
- Windows Media Player
- AAC

## Santos Fefeenconder
- Divx (MPEG-4)
- Xvid (MPEG-4)